# Bernhard Fritz (Politiker)
Bernhard Fritz (* 4. Mai 1951) ist ein deutscher Kommunalpolitiker (CDU).
Er wuchs in Forbach (Kreis Rastatt) auf.
Bevor er im Jahr 1994 in Winnenden das Amt des Oberbürgermeisters antrat, das er bis 2010 innehatte, bekleidete er verschiedenste Funktionen u. a. in den Städten Gaggenau und Rastatt, bei der Gemeinde Forbach und in Rotenfels.
Am 4. Oktober 2010 wurde ihm das Bundesverdienstkreuz am Bande verliehen.
Heute lebt er wieder in seiner Heimat im Schwarzwald.